# EHC Zuchwil Regio
Der EHC Zuchwil Regio ist ein Schweizer Eishockeyklub aus dem Kanton Solothurn.

## Geschichte
Der Klub wurde in den 1940er-Jahren gegründet und wurde 2007 und 2008 Amateur-Schweizermeister. Aufgrund finanzieller Engpässe musste der Verein jedoch auf den Aufstieg in die Nationalliga B verzichten.
Bis zu seiner Umbenennung in EHC Zuchwil Regio im Jahre 1982 spielte der Verein unter dem Namen EHC Solothurn-Zuchwil.